# Jan starší z Hradce
Jan starší z Hradce, podle pořadí jména Jan II. († 1417), byl český šlechtic z jihočeského rodu pánů z Hradce, v letech 1412 až 1416 nejvyšší zemský hofmistr království Českého. 

## Život
Jan byl mladším ze dvou synů Oldřicha IV. z Hradce a Anny z Rožmberka. Jeho manželkou se posléze stala Kateřina z Velhartic, vnučka Buška II. z Velhartic, a jeho sídlem hrad Velhartice v jihozápadních Čechách. Po otcově smrti roku 1384 zdědil několik panství na Jindřichohradecku, ještě několik let poté je však uváděn v soudních sporech s bratrem Oldřichem Vavákem ohledně sporných částech zděděného panství. V roce 1394 se stal členem tzv. Panské jednoty, opozičního uskupení vysoké šlechty nespokojené s vládou krále Václava IV. Roku 1412 se stal nejvyšším zemským hofmistrem.
Po smrti Mistra Jana Husa roku 1415 se stal stoupencem kališníků a 2. září téhož roku patřil mezi signatáře tzv. stížného listu proti Husově upálení.
Zemřel roku 1417.

## Rodina a državy
Se svou manželkou Kateřinou z Velhartic měl syna Menharta a dceru Elišku. Menhart II., původně kališník, který později konvertoval ke katolicismu, patřil k významným politickým figurám v období husitských válek a následujícího interregna.